# N. Y. Greek American Atlas
Der New York Greek American Atlas Astoria Soccer Club (oder auch New York Greek American genannt) ist eine US-amerikanische Fußballmannschaft aus New York City. Der Verein spielt in der halbprofessionellen, national fünftklassigen der United States Adult Soccer Association angeschlossenen Cosmopolitan Soccer League im  Großraum New York. Dort ist der Gegner im Derby New York Pancyprian Freedoms. 
N.Y. Greek American Atlas wurde 1941 von Tom Laris, dessen Familie aus Griechenland stammte, gegründet und schloss sich der 1923 gegründeten New Yorker German-American Soccer League an die seit 1977 als Cosmopolitan Soccer League firmiert und dieser Tage zur fünfthöchsten Leistungsstufe im US-Fußball gehört. 
Anfang der 1960er Jahre schloss sich der mit ihm vom griechischen Erstligisten PAE Aris Thessaloniki kommende Verteidiger Alketas Panagoulias dem Verein an und gewannen 1964 erstmals die Liga. Von 1967 bis 1971 diente Panagoulias – der später Nationaltrainer der USA und von Griechenland wurde und Olympiakos Piräus zu mehrfachen Meisterehren führte – den Greek Americans als Trainer die von 1968 bis 1970 dreimal erneut die Meisterschaft gewannen. Das qualifizierte die Greek Americans jeweils für den National Challenge Cup, den sie in diesen Jahren ebenfalls dreimal hintereinander gewannen. Nur der Seattle Sounders FC sollte zwischen 2009 und 2011 diesen Cup ebenfalls dreimal hintereinander gewinnen können. 1974 gewannen die Greek Americans noch einmal den National Challenge Cup. 2005, 2008, 2009 und 2012 folgten Titelgewinne in der Cosmopolitan Soccer League.  2014 gewann der Verein durch einen 4:2-Finalsieg in Salt Lake City (UT) über den Guadalajara FC aus Denver (CO) den von der United States Adult Soccer Association abgehaltenen National Amateur Cup.
1968, 1970, 1986 und 1989 vertraten die Greek Americans die USA im Meisterpokal der Concacaf, und schieden 1968 in der zweiten, ansonsten aber in der ersten Runde aus.

## Stadion
Das Metropolitan Oval fasst 1.000 Zuschauer und liegt in dem New Yorker Stadtteil Queens.

## Erfolge
- National Challenge Cup: 1967, 1968, 1969, 1974
- National Amateur Cup: 2014
- German-American Soccer League / Cosmopolitan Soccer League: 1968, 1969, 1970, 1974, 2005, 2008, 2009, 2012
- State Cup Champions: 2009